# Wichtlplatte
Wichtlplatte är en bergstopp i Österrike.   Den ligger i distriktet Schwaz och förbundslandet Tyrolen, i den västra delen av landet, 400 km väster om huvudstaden Wien. Toppen på Wichtlplatte är 1 723 meter över havet.
Terrängen runt Wichtlplatte är kuperad åt nordväst, men åt sydost är den bergig. Runt Wichtlplatte är det ganska tätbefolkat, med 62 invånare per kvadratkilometer.. Närmaste större samhälle är Kramsach, 18,8 km sydost om Wichtlplatte. 
I omgivningarna runt Wichtlplatte växer i huvudsak blandskog.